# Ypatingasis būrys
La Ypatingasis būrys (Escuadrón Especial) o Escuadrón Especial de la Policía de Seguridad Alemana y el SD (en lituano: Vokiečių Saugumo policijos ir SD ypatingasis būrys, en polaco: Specjalny Oddział SD i Niemieckiej Policji Bezpieczeństwa, también coloquialmente strzelcy ponarscy (Fusileros de Paneriai) (1941-1944) era un escuadrón de exterminio lituano también conocido como el "equivalente lituano de un Sonderkommando", que operaba en la región de Vilna. La unidad, compuesta principalmente por voluntarios lituanos, fue formada por el gobierno ocupacional alemán y estuvo subordinada al Einsatzkommando 9 y más tarde al Sicherheitsdienst (SD) y la Sicherheitspolizei (SiPo). La unidad estaba subordinada a la policía alemana y no tenía autonomía oficial.

## Historia

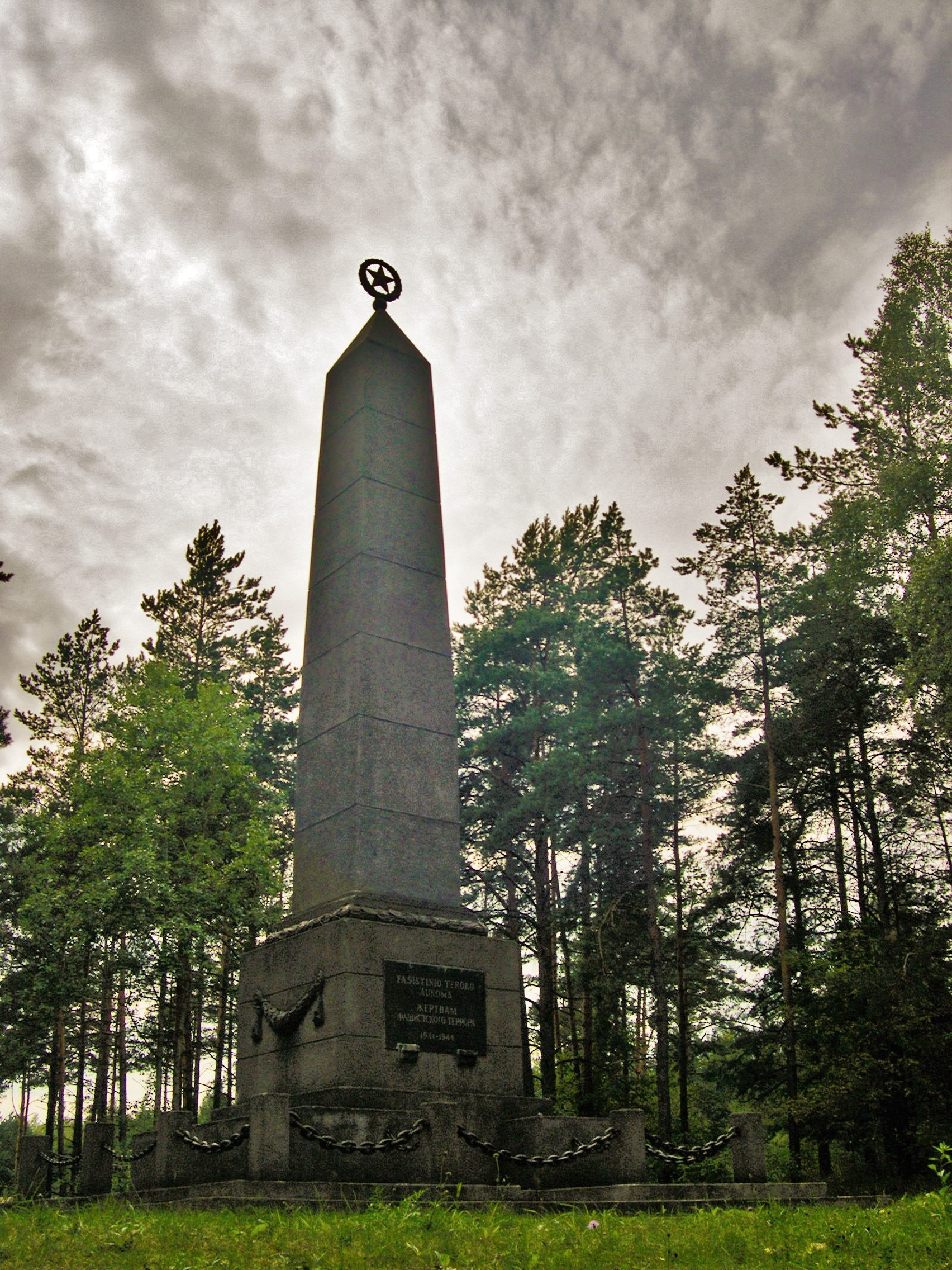
Monumento original construido por los soviéticos a las víctimas soviéticas en los bosques de Paneriai.

El nombre del Escuadrón Especial de Vilna (en lituano: Ypatingasis būrys) se mencionó por primera vez en documentos con fecha del 15 de julio de 1941. El Escuadrón Especial (YB) comenzó como unidades policiales formadas después de que Lituania fuera ocupada por Alemania en 1941. Bubnys señala que es difícil responder dos preguntas: cuántos miembros tenía la YB y cuántas personas mataron. Bubnys sostiene que las cifras de 100.000 víctimas atribuidas a la organización están infladas.

### Composición y tamaño de una unidad
Muchos miembros eran voluntarios, en particular reclutados entre los exmiembros de la nacionalista y paramilitar Unión de Fusileros de Lituania. Estaba compuesta principalmente por lituanos, aunque según el historiador lituano Bubnys, algunos rusos y algunos polacos también sirvieron en ella.
Existen diferentes estimaciones en cuanto al tamaño de la unidad. El historiador polaco Czesław Michalski estima que creció desde una base de 50, mientras que Tadeusz Piotrowski afirma que había 100 voluntarios en su inicio. Según Michalski, después de su creación inicial, en varios momentos cientos de personas fueron miembros. Arūnas Bubnys afirma que nunca superó un núcleo de cuarenta o cincuenta hombres. Se conocen 118 nombres; 20 de los miembros han sido procesados y condenados. Según el historiador lituano Arūnas Bubnys, que citó a la historiadora polaca Helena Pasierbska, durante 1941-1944, aproximadamente 108 hombres eran miembros de la YB.

### Papel en el Holocausto
Los miembros del escuadrón fueron utilizados como guardias y trasladaron a los judíos de sus apartamentos al gueto. La YB también custodiaba la sede de la Gestapo en Vilna, la prisión en la actual avenida Gediminas, así como la base de Paneriai.
Junto con la policía alemana, el escuadrón participó en la masacre de Paneriai, donde unos 70.000 judíos fueron asesinados, junto con aproximadamente 20.000 polacos y 8.000 prisioneros de guerra rusos, muchos de la cercana Vilna. La YB fue creada para matar personas y mató a personas durante toda su existencia. Llevó a cabo la mayoría de los asesinatos en 1941. La YB mató a personas en Paneriai, Nemenčinė, Naujoji Vilnia, Varėna, Jašiūnai, Eišiškės, Trakai, Semeliškės y Švenčionys. La YB mató a decenas de miles de personas, en su mayoría judíos.

#### 1943
Cuando los alemanes cerraron los monasterios de Vilna en 1943, la YB protegió sus instalaciones hasta que los alemanes retiraron la propiedad incautada. En 1943 la YB realizó muchas menos ejecuciones que en 1941-1942. Desde diciembre de 1943 Paneriai fue custodiado por una unidad de las SS y en 1944, según el historiador lituano Bubnys, la YB no realizó ningún fusilamiento en Paneriai.
A partir de agosto de 1943, la YB pasó a llamarse Escuadrón del 11.º Batallón de la Legión Letona. Los documentos de identidad antiguos fueron reemplazados por nuevos documentos de las tropas de la Legión Letona. A pesar del cambio formal, la YB seguía sirviendo a la Policía de Seguridad Alemana y al SD.

#### 1944
En julio de 1944, la YB fue trasladada a Kaunas y acuartelada en el Noveno Fuerte. Allí la YB custodiaba la prisión y antes de retirarse, mató a 100 prisioneros. Luego, la YB fue trasladada a Sztutowo, donde escoltó a los judíos hasta Toruń. Permaneció allí hasta abril de 1944, cuando recibió órdenes de trasladar a los judíos a Bydgoszcz. Sin embargo, los miembros de la YB huyeron del frente que se acercaba y los prisioneros judíos escaparon. Algunos miembros de la YB se retiraron con éxito a Alemania; algunos se quedaron en la zona ocupada por el Ejército Rojo.

## Uniformidad
Los miembros del escuadrón recibieron armas soviéticas y brazaletes blancos. Algunos de los miembros del escuadrón vestían uniformes del ejército lituano hasta 1942, cuando se les entregaron uniformes verdes del SD y gorras con una esvástica y calaveras. Los miembros del escuadrón también recibieron tarjetas de identidad del SD.

## Comandantes
Entre los organizadores originales del escuadrón se encontraban los tenientes Jakubka y Butkus. Después del 23 de julio de 1941, el oficial al mando era Juozas Šidlauskas. En noviembre de 1941, el teniente Balys Norvaiša, se convirtió en el comandante del escuadrón y su adjunto fue el teniente Balys Lukošius. A fines de 1943, Norvaiša y Lukošius fueron enviados a un batallón de autodefensa y el mando de la YB fue transferido al sargento Jonas Tumas. El comandante de la YB con más años de servicio fue el SS Martin Weiss. Weiss no solo dirigió las ejecuciones, sino que también mató a las víctimas personalmente. En 1943, Weiss fue reemplazado por el soldado Fiedler.

## Posguerra
Diez miembros de la YB fueron sentenciados y ejecutados por las autoridades soviéticas en 1945 (Jonas Oželis-Kazlauskas, Juozas Macys, Stasys Ukrinas, Mikas Bogotkevičius, Povilas Vaitulionis, Jonas Dvilainis, Vladas Mandeika, Borisas Baltūsis, Juozas Augustas, Jonas Norkevičius). En total, veinte miembros de la YB fueron condenados por las autoridades polacas y soviéticas, cuatro de ellos en Polonia en los años 70. En 1972, las autoridades polacas arrestaron a tres hombres, uno polaco (Jan Borkowski, quien durante la guerra usó una versión lituana de su nombre, Jonas Barkauskas), y los otros dos de etnia mixta polaco-lituana (Władysław Butkun alias Vladas Butkunas y Józef Miakisz alias Juozas Mikašius) y fueron condenados a muerte. Posteriormente se conmutó por 20 años de prisión. Otros miembros de la YB murieron después de la guerra o vivieron en el extranjero.